# ミシャエル・サントス・シウヴァ・アウヴェス
ミシャエル・サントス・シウヴァ・アウヴェス（Michael Santos Silva Alves、1996年2月16日 - ）は、ブラジル出身のプロサッカー選手。ポジションはフォワード（FW）。

## 来歴
ECバイーア、CAメトロポリターノを経て、2018年はカンピオナート・バイアーノ・セグンダ・ジヴィゾンのアトレチコ・ジ・アラゴイニャスに所属。
数週間の練習参加を経て、同年7月に日本のFC岐阜へ完全移籍で加入した。
2019年12月、契約満了による退団が発表された。

## 所属クラブ
ユース経歴
- 2013年 - 2015年  ECバイーア
- 2016年 - 2017年  CAメトロポリターノ

プロ経歴
- 2018年  アラゴイニャス・アトレチコ・クルービ（ポルトガル語版）
- 2018年7月 - 2019年  FC岐阜
- 2020年  ジャコビーナEC
- 2020年 -  ADバイーア・ジ・フェイラ

## Jリーグでの個人成績
| 国内大会個人成績 | 国内大会個人成績 | 国内大会個人成績 | 国内大会個人成績 | 国内大会個人成績 | 国内大会個人成績 | 国内大会個人成績 | 国内大会個人成績 | 国内大会個人成績 | 国内大会個人成績 | 国内大会個人成績 | 国内大会個人成績 |
| 年度             | クラブ           | 背番号           | リーグ           | リーグ戦         | リーグ戦         | リーグ杯         | リーグ杯         | オープン杯       | オープン杯       | 期間通算         | 期間通算         |
| 年度             | クラブ           | 背番号           | リーグ           | 出場             | 得点             | 出場             | 得点             | 出場             | 得点             | 出場             | 得点             |
| 日本             | 日本             | 日本             | 日本             | リーグ戦         | リーグ戦         | リーグ杯         | リーグ杯         | 天皇杯           | 天皇杯           | 期間通算         | 期間通算         |
| ---------------- | ---------------- | ---------------- | ---------------- | ---------------- | ---------------- | ---------------- | ---------------- | ---------------- | ---------------- | ---------------- | ---------------- |
| 2018             | 岐阜             | 33               | J2               | 4                | 0                | -                | -                | -                | -                | 4                | 0                |
| 2019             | 岐阜             | 33               | J2               | 8                | 2                | -                | -                | 1                | 0                | 9                | 2                |
| 通算             | 日本             | 日本             | J2               | 12               | 2                | -                | -                | 1                | 0                | 13               | 2                |
| 総通算           | 総通算           | 総通算           | 総通算           | 12               | 2                | -                | -                | 1                | 0                | 13               | 2                |

出場歴
- Jリーグ初出場 - 2018年8月4日 J2第27節 vs栃木SC（栃木県グリーンスタジアム）
- Jリーグ初得点 - 2019年9月29日 J2第34節 vs横浜FC（岐阜メモリアルセンター長良川競技場）